# Katalizatory Zieglera-Natty
Katalizatory Zieglera-Natty – mieszaniny różnych związków chemicznych stosowanych jako heterofazowe katalizatory stereoselektywnej polimeryzacji olefin.
Dwa najpopularniejsze tego rodzaju katalizatory to:
- TiCl3 x [AlCl(C2H5)2]2
- AlCl3 x (Cp)2TiCl2

Pierwszy z tych katalizatorów został opracowany w 1953 roku przez Karla Zieglera do otrzymywania niskociśnieniowego polietylenu; przy pomocy drugiego kilka lat później zespół Giulia Natty otrzymał po raz pierwszy regularny, izotaktyczny polipropylen.
Ziegler i niezależnie od niego Natta eksperymentowali z wieloma katalizatorami, które były mieszaninami nieorganicznych halogenków glinu, cynku, magnezu, tytanu, wanadu lub chromu oraz związków metaloorganicznych.
Karl Ziegler i Giulio Natta otrzymali za badania nad katalizatorami polimeryzacji olefin Nagrodę Nobla z chemii w 1963 roku. 

## Literatura
- Krzysztof Szczegot: Kataliza Zieglera-Natty w polimeryzacji etylenu i alfa-olefin. Wydawnictwo Naukowe WSP, Opole 1992.